# Квантовый провод
Ква́нтовый про́вод (также: квантовая нить, нанопроволока) — одномерная или квазиодномерная проводящая система, в которой квантовые эффекты, возникающие за счёт малости размеров поперечного сечения, оказывают влияние на явления переноса заряда или тепла в продольном направлении. Такие объекты исследуются в физике конденсированного состояния и мезоскопической физике; они находят применение в современных транзисторах. Типичным примером квантового провода являются нанотрубки.

## Геометрическая структура
Квантовый провод представляет собой обычно твердотельный объект, линейные размеры поперечного сечения которого сопоставимы с длиной волны де Бройля частицы (обычно электрона), находящейся внутри этого объекта. Как следствие, имеет место квантование движения по двум измерениям (скажем, по координатам {\displaystyle x} и {\displaystyle y}), а в третьем (по {\displaystyle z}, то есть вдоль провода) движение свободно. Полная энергия частицы {\displaystyle E} складывается из энергии некоего уровня размерного квантования {\displaystyle E_{xy}=E_{n}} в плоскости {\displaystyle xy} и энергии свободного движения {\displaystyle E_{z}}.
Если поперечное сечение провода имеет прямоугольную форму с размерами {\displaystyle L_{x}\times L_{y}}, а скачок потенциальной энергии на границах провода очень велик, то
{\displaystyle E={\frac {\pi ^{2}\hbar ^{2}}{2m^{*}}}\left({\frac {n_{x}^{2}}{L_{x}^{2}}}+{\frac {n_{y}^{2}}{L_{y}^{2}}}\right)+E_{z}},
где {\displaystyle m^{*}} — эффективная масса, {\displaystyle \hbar } — редуцированная постоянная Планка, а {\displaystyle n_{x}} и {\displaystyle n_{y}} — натуральные числа (можно упорядочить энергии уровней по возрастанию, придав формуле вид {\displaystyle E=E_{n}+E_{z}}, {\displaystyle n=1,\,2,..}). Имеется аналогия со случаем квантовой ямы, с тем отличием, что провод является одномерной (англ. one-dimensional, 1D) системой, а яма — двумерной (2D) и в ней квантование происходит лишь при движении вдоль одной координаты.

## Некоторые свойства
Следствием одномерности квантового провода является особое поведение плотности состояний как функции энергии. Если в трёхмерном случае эта плотность пропорциональна корню из энергии, то в квантовом проводе зависимость обратная корневая, с суммированием по всем дискретным уровням ({\displaystyle \sim \sum (E-E_{n})^{-1/2}}).
Из-за квантования, классическая формула для расчёта электрического сопротивления провода {\displaystyle R=\rho l/A} (где {\displaystyle \rho } — удельное сопротивление, {\displaystyle l} — длина, {\displaystyle A} — площадь поперечного сечения) становится недействительной. Вместо этого для расчёта сопротивления провода должен быть проведён точный расчёт возможных поперечных энергий электронов {\displaystyle E_{1},\,\,E_{2},..} для конкретной формы сечения. Вследствие дискретности значений энергии электронов, рассчитанное сопротивление также будет квантоваться.
Влияние квантовых эффектов и значимость квантования для заданного материала возрастают с уменьшением диаметра нанопровода. Основной уровень {\displaystyle E_{1}} повышает свою энергию при уменьшении поперечного размера. Поэтому если уровень Ферми зафиксирован (это можно сделать, например, присоединёнными металлическими контактами), то расстояние между уровнем Ферми и основным уровнем квантовой проволоки уменьшается, как и количество подуровней. Чтобы наблюдать дискретный спектр этих подуровней расстояния между ними должны быть много больше, чем температурное уширение распределения Ферми — Дирака. Это означает, что они могут наблюдаться при криогенных температурах (несколько Кельвин).
Если сравнивать различные материалы, то возможность появления квантовых эффектов зависит от электронных свойств, в особенности от эффективной массы электронов. В металлах с эффективной массой близкой к массе свободного электрона эффекты менее заметны, чем в полупроводниковых нанопроволоках, где эффективная масса {\displaystyle m^{*}} нередко в несколько раз меньше. Чем меньше {\displaystyle m^{*}}, тем выраженнее дискретность (см., например, формулу для {\displaystyle E} выше). На практике полупроводники демонстрируют квантование проводимости при поперечных размерах провода 100 нм и менее.
Транспортные свойства одномерных каналов описываются формализмом Ландауэра. Проводимость нанопроволоки зависит от количества одномерных проводящих каналов или подзон и задаётся формулой Ландауэра:
{\displaystyle G(\mu )=G_{0}\sum _{n}T_{n}(\mu )},
где μ — химический потенциал, Tn — коэффициент прохождения для n-того канала (соответствующему n-му подуровню), {\displaystyle G_{0}=e^{2}/(\pi \hbar )\approx 7.75\times 10^{-5}\Omega ^{-1}} — квант проводимости. То есть, в идеальном случае, если нет в системе сильных рассеивателей, то коэффициент прохождения равен единице и проводимость квантового провода принимает вид ступенек как функция химического потенциала, с постоянными значениями соответствующими целому числу квантов проводимости.

## Углеродные нанотрубки
Квантовые провода можно сделать из металлических углеродных нанотрубок, по крайней мере ограниченной длины. Преимущества проводов из углеродных нанотрубок состоят в их высокой электропроводности (в связи с высокой подвижностью электронов), малом весе, малом диаметре, низкой химической активности и высокой прочности на растяжение. Основным недостатком (по состоянию на 2005 г.) является их высокая стоимость.
Утверждается, что можно создать и макроскопические квантовые провода. В нитях из углеродных нанотрубок нет необходимости каждому отдельному волокну проходить по всей длине провода, поскольку квантовое туннелирование электронов создаст туннельные переходы от жилы к жиле. Это свойство делает квантовые провода весьма перспективными для коммерческого использования.
С апреля 2005 года NASA инвестировала $11 млн в течение четырёх лет в университет Уильяма Райса на разработку квантового провода с проводимостью в 10 раз выше, чем у меди, а по весу в шесть раз легче. Эти свойства могут быть достигнуты с помощью углеродных нанотрубок. В случае появления таких материалов они позволят снизить вес следующего поколения Спейс шаттла. Они также найдут и другие применения.